# Москаленко Артем Амвросійович
Артем Амвросійович Москаленко (2.11.1901 — 23.10.1980) — український мовознавець, кандидат філологічних наук (1940), діалектолог, педагог.

## Біографія
А. А. Москаленко народився 2 листопада 1901 року в с. Григорівка Барабинської волості Катеринославської губернії.
У 1918—1920 роках служив у Червоній Армії. Навчався в учительській семінарії в м. Олександрівськ, пізніше на робітничому факультеті та філологічному факультеті Дніпропетровського інституту народної освіти, який закінчив у 1929 році.
Згодом закінчив аспірантуру при Дніпропетровському університеті, викладав українську мову. Йому було присвоєно вчене звання доцента.
У 1936—1938 роках завідував кафедрою української мови та літератури у Полтавському педагогічному інституті.
З 1938 року працював доцентом Одеського державного університету.
Наприкінці 1930-х років очолював мовознавчі експедиції з вивчення діалектів у селах Полтавщини та Одещини.
В 1940 році захистив дисертацію «Нарис української діалектології» і здобув науковий ступінь кандидата філологічних наук.
У роки нацистської навали перебував в евакуації в м. Байрам-Алі, де викладав в Одеському університеті та Одеському педагогічному інституті. У 1941—1951 роках очолював кафедру української мови Одеського державного  університету, одночасно у  1944 — 1949 роках завідував кафедрою української мови Одеського  державного педагогічного інституту. Викладав українську мову в Одеській вищій партійні школі.
В 1958—1960 роках обіймав посаду завідувача кафедри української мови Одеського державного педагогічного інституту імені К. Д. Ушинського.
У 1961—1969 роках був доцентом, а у 1969—1975 роках — виконувачем обов'язків професора кафедри української мови Одеського державного університету імені І. І. Мечникова.
Помер 23 жовтня 1980 року в м. Одеса.

## Наукова діяльність
Найбільшу наукову зацікавленість у дослідника викликала українська діалектологія, історія української мови та історія українського мовознавства.
Керував аспірантурою, підготував 25 кандидатів філологічних наук, серед яких професори С. П. Бевзенко, Й. О. Дзендзелівський.
Є автором біля 200 опублікованих праць.

#### Праці
- Конспективний курс української мови / А. А. Москаленко. — 2 вид. (змінене). — Дніпропетровськ: Видання Дніпропетровських державних курсів, 1929. –  44 с.
- Хрестоматія з історії української літературної мови [Архівовано 6 червня 2019 у Wayback Machine.] / А. А. Москаленко. — К. : Радянська школа, 1954. — 95 с.

- Словник діалектизмів українських говірок Одеської області / А. А. Москаленко. — Одеса: Одеський держ. пед. ін-т ім. К. Д. Ушинського , 1958. — 77 c.

- Нарис історії українського алфавіту і правопису (для студентів-заочників) / А. А. Москаленко. — Одеса: Одеський держ. пед. ін-т ім. К. Д. Ушинського, 1958. — 42 с.
- Специфічна лексіка українських говорів Одеської області/ А. А. Москаленко.// Наукові записки Одеського державного педагогічного інституту ім. К. Д. Ушинського.   — 1960.                               — Т. XXV. Кафедра української мови і літератури. — С. 65 - 78.

- Історична фонетика давньоруської і української мови: посібник для студентів-заочників з методичними  вказівками і контрольними завданнями / А. А. Москаленко. — Одеса: ОДПІ, 1960. — 63 с.

- Нарис історії української лексикографії / А. А. Москаленко. — Київ: Рад. школа, 1961. — 162 с.

- Основні етапи розвитку української мови: Учбово-методичний посібник / А. А. Москаленко. — К. : Вид-во Київського ун-ту, 1964. — 108 с.

- Перша друкована граматика українська мови / А. А. Москаленко //Українська мова та література в школі. — 1968. — № 5. — С. 21–24.

- Історія українського правопису (радянський період) /А. А. Москаленко. — Одеса, 1968. — 60 с.

- Український правопис: Бібліографія, матеріали на допомогу науковій та учбовій роботі/ А. А. Москаленко. –  Одеса: ОДУ, 1971. — 75 с.

- Українська історична лексикологія: тексти лекцій із спецкурсу / А. А. Москаленко. — Одеса: ОДУ, 1972. — 54 с.

- Нормалізація української літературної мови/ А. А. Москаленко. — Одеса: ОДУ, 1974. — 84 с.